# Carl Davis
Carl Davis (ur. 16 listopada 1973 roku) – amerykański bokser wagi junior ciężkiej oraz ciężkiej.

## Kariera amatorska
W 2000 roku Carl Davis wygrał turniej Golden Gloves dla początkujących w Chicago, nokautując wszystkich czterech rywali już w pierwszej rundzie. W 2002 roku Davis również zwyciężył w turnieju Golden Gloves, w kategorii ciężkiej.

## Kariera zawodowa
25 kwietnia 2003 Carl Davis zadebiutował jako bokser zawodowy. W pierwszej rundzie, przez nokaut, pokonał Michaela Shanksa.
24 kwietnia 2009 Davis przegrał w piątej rundzie, przez techniczny nokaut, z byłym pretendentem do tytułu mistrza świata w kategorii ciężkiej, federacji IBF, DaVarrylem Williamsonem.
17 grudnia 2010 Carl Davis zdobył swój pierwszy pas w zawodowej karierze. Po dziesięciorundowym pojedynku z Arthurem Williamsem, zwyciężył jednogłośnie na punkty, stosunkiem 97:93 i dwukrotnie 96:93, zostając mistrzem Stanów Zjednoczonych federacji IBO.
10 września 2011 Amerykanin, na gali we Wrocławiu, uległ w trzeciej rundzie, przez techniczny nokaut, Mateuszowi Masternakowi.